# 1112 Polonia
1112 Polonia este un asteroid din centura principală, descoperit pe 15 august 1928, de Pelagheia Șain.